# دولورس، ابرا
دولورس ، با نام رسمی شهرداری دولورس ( ایلوکویی: Ili ti Dolores  ; تاگالوگ: Bayan ng Dolores )، یک شهرداری درجه 5 در استان آبرا ، فیلیپین است. بر اساس سرشماری سال 2020، جمعیت آن 11512 نفر است. قبلاً به نام بوکائو نامیده می شد، اما در سال 1885، به افتخار قدیس حامی شهر، دولورس، به دولورستغییر نام داد.